# Abutilon mollicomum
Abutilon mollicomum är en malvaväxtart som först beskrevs av Carl Ludwig von Willdenow, och fick sitt nu gällande namn av Robert Sweet. Abutilon mollicomum ingår i släktet klockmalvor, och familjen malvaväxter. Inga underarter finns listade i Catalogue of Life.